# Amante Não Tem Lar
"Amante Não Tem Lar" é uma canção da cantora e compositora brasileira Marília Mendonça, lançada no dia 13 de janeiro de 2017 pela gravadora Som Livre.

## Composição
"Amante Não Tem Lar" foi escrita por Marília Mendonça juntamente com Juliano Tchula, parceiro recorrente de composição. A letra aborda a conversa entre duas mulheres que se relacionam com o mesmo homem, uma delas caracterizada como amante. 

## Lançamento e recepção
Apesar de não ter sido lançada com single, "Amante Não Tem Lar" saiu com vídeo no YouTube em janeiro de 2017 como música de trabalho do álbum Realidade, liberado dois meses depois. Em poucos meses, o vídeo da canção alcançou mais de 100 milhões de visualizações na plataforma. Apesar do sucesso, a música também começou a receber críticas de internautas que afirmaram a canção como machista. A jornalista Deborah Bresser, ainda em 2017, publicou um texto crítico à canção e afirmou que "Traição é um tema complexo, que não pode e não deve ser reduzido à essa visão arcaica e machista que joga toda a culpa na amante. Onde há uma amante, há um marido traidor. Simples assim. A letra da música de Marília Mendonça, ao reforçar essa ideia, joga contra as mulheres desta vez. Uma pena".
Em 2018, a escritora feminista Clara Averbuck usou seu Twitter para questionar o sentido da letra de "Amante Não Tem Lar". Marília respondeu-a dizendo que "a questão da música é não criar conflito entre elas, e é justamente por isso que a conversa acontece só entre elas. Também quis deixar claro que em 99% das situações que presenciei, a amante se deu mal por cair nesse sentimento e acreditar que o homem vai deixar sua esposa por ela".
Em 2019, Marília Mendonça foi a público e defendeu que a canção, na verdade, seria uma crítica à culpa jogada em mulheres que são amantes. "Vocês têm que ter noção que boa parte do meu público acha que as amantes não merecem 'feliz dia das mulheres', mas os maridos merecem perdão… A primeira luta é pra mudar isso daí. ‘Amante não Tem Lar’ não é um conselho. Amante não tem lar retrata como uma amante se sente", disse ela pelo Twitter.
Em 2020, a cantora e compositora de funk MC Naninha lançou a música "Amante Tem Lar". Diferentemente da música de Marília Mendonça, a canção coloca uma mulher amante em posição de conflito com a mulher "fiel". A música conta com os versos "Amante tem lar se quiser usa véu / Seu marido safado é quem banca o aluguel / Vai tretar comigo, tem certeza? / Quando eu te pegar eu vou pisar no teu pescoço / Que é pra você não poder gritar socorro / Dei pra ele ontem e hoje vou dar de novo".

## Desempenho nas tabelas musicais
| Chart          | Maior posição |
| -------------- | ------------- |
| Top 100 Brasil | 1             |

## Certificações e vendas
| Região                                                        | Certificação | Unidades/vendas |
| ------------------------------------------------------------- | ------------ | --------------- |
| Brasil (PMB)                                                  | 4× Diamante  | - 1.200.000‡    |
| ‡vendas+valores de streaming baseados somente na certificação |              |                 |